# تیم ملی بسکتبال انگلستان
تیم ملی بسکتبال انگلیس توسط بسکتبال انگلستان ، نهاد حاکم بر این ورزش در انگلیس ، سازماندهی می شود. عضویت مستقیم انگلیس در فیبا در سپتامبر ۲۰۱۶ پایان یافت ، زمانی که تیم های ملی آن در تیم های انگلیس ادغام شدند ، بنابراین انگلیس دیگر در مسابقات فیبا بازی نمی‌کند.  انگلیس در مسابقات مشترک‌المنافع ۲۰۱۸ شرکت کرد و در رده پنجم قرار گرفت.
بزرگترین موفقیت انگلیس چهار بار صعود به مسابقات بسکتبال قهرمانی اروپا بود. این تیم در بازی های مشترک‌المنافع ۲۰۰۶ موفق به کسب نشان برنز شد.

## منابع

نشان سابق تیم ملی بسکتبال انگلیس